# Cillaeopeplus staphyliniformis
Cillaeopeplus staphyliniformis är en skalbaggsart som beskrevs av Ford 1958. Cillaeopeplus staphyliniformis ingår i släktet Cillaeopeplus och familjen glansbaggar. Inga underarter finns listade i Catalogue of Life.